# Десампарадос (кантон)
Десампарадос (исп. Desamparados) — кантон в провинции Сан-Хосе Коста-Рики.

## География
Находится на севере центральной части провинции. Граничит на востоке с провинцией Картаго. Административный центр — Десампарадос.

## Округа
Кантон разделён на 13 округов:
1. Десампарадос
2. Сан-Мигель
3. Сан-Хуан-де-Диос
4. Сан-Рафаэль-Арриба
5. Сан-Антонио
6. Фрайлес
7. Патарра
8. Сан-Кристобаль
9. Росарио
10. Дамас
11. Сан-Рафаэль-Абахо
12. Гравильяс
13. Лос-Гидо